# Левассёр де Боплан, Гийом
Гийо́м Левассёр де Бопла́н (фр. Guillaume Le Vasseur de Beauplan) (около 1595—1673) — французский военный инженер и картограф, с начала 1630-х до 1648 года находился на польско-литовской службе, преимущественно на территории нынешней Украины, в 1637 — 1638 годах принимал участие в походе Конецпольского на Павлюка и Острянина.

## Биография
Гийом Левассёр де Боплан был родом из северной провинции Франции — Нормандии. Левассёры были большой известной семьёй во Франции, которая разделялась на много веток, каждая из которых носила особое название, в соответствии с именем обладаемого ею имения. Один из Левассёров, вероятно, отец Гийома, приобрёл от дворян Винефей (фр. Vinefay) имение Боплан (фр. Beauplan), что и положило начало созданию новой дворянской линии Левассёр де Боплан (фр. Levasseur de Beauplan). Точное время рождения Гийома неизвестно. Известно, что он родился в конце XVI века, в г. Руане или же вблизи него. Поступив в молодости на военную службу, Гийом де Боплан вскоре входит в доверие всесильного в то время маршала д’Анкра, который в 1616 году назначил Боплана комендантом крепости Пон-д’арш в Нормандии. Информации о дальнейшей военной службе Левассёра де Боплана во французских войсках не сохранилось. Есть основания считать, что он оставался во Франции до падения своего покровителя маршала д’Анкра. Эти обстоятельства, возможно, вынудили Боплана искать службу в других странах (к этому периоду, возможно, относится пребывание Боплана в Индии и на острове Мадагаскар). В конце 20-х — начале 30-х годов XVII века Гийом де Боплан был приглашён польским королём Сигизмундом III на службу в Речь Посполитую как старший капитан артиллерии и военный инженер.
Появление и длительное пребывание Гийома де Боплана в границах Украины было тесно связано с теми планами и мероприятиями, которые осуществляло тогда польское государство для защиты от врагов захваченных южных и юго-восточных окраин. Усиление соседей, особенно Османской империи, которая с каждым годом продвигала свои границы всё дальше и дальше, а также регулярные набеги крымских татар и казаков, сильно беспокоили польское правительство. Государство, понимая всю опасность открытого и незащищённого положения новых южных границ, стремилось, по возможности, обеспечить их и прикрыть рядом крепостей слабые пункты. В результате на степном приграничье Дикого Поля возникает целая сеть укреплений. Боплан был лучшим исполнителем этого плана польского правительства. На протяжении 16 или 17 лет он путешествовал с одного конца Дикого Поля в другой, возводя и находя места для возведения крепостей и разного рода преград для задержания врага. Особенно много работал Боплан над возведением укреплений в приграничной со степью полосе днепровского правобережья, которая прикрывала собой с юга польские земли. Кроме правой стороны Днепра, Боплан часто бывал и на левой стороне реки — с той же самой целью.
Подыскивая удобные для укреплений места, Боплан хорошо познакомился с топографией, этнографией, бытом и положением Польской Украины и ближайших к ней местностей и составил об этом интересные заметки. Кроме того, по поручению польского короля Владислава IV и коронного гетмана Конецпольского, Боплан в 1637—1639 годах занимался составлением подробной схематической карты Украины. В начале восстания на Украине под руководством Б. Хмельницкого, Боплан оставляет польскую службу и возвращается на родину, в Руан. Настоящие причины оставления Бопланом Польши остаются неизвестными. Наиболее вероятными причинами были тяжёлое положение польского государства в середине XVII века вследствие анархии в сфере администрации, суда, финансов и военного дела и пренебрежительное отношение нового польского короля, Яна Казимира, к делу Боплана.
Вернувшись домой, Боплан занялся обработкой того материала, который был им собран на Украине, и составлением записей о крае, где он провёл много времени. Результатами этих трудов были сочинение о Украине, под названием «Description d’Ukranie» и подробные карты Украины и Польши.

## Инженерные достижения
На территории современной Украины Гийом Левассёр де Боплан строил замки (например, по одной из версий именно по его проекту в 1635—1640-х годах был построен Подгорецкий замок) и крепости Бар, Броды, Кременчуг, Кодак, спроектировал внешние укрепления Бережанского замка.

## Картографические работы

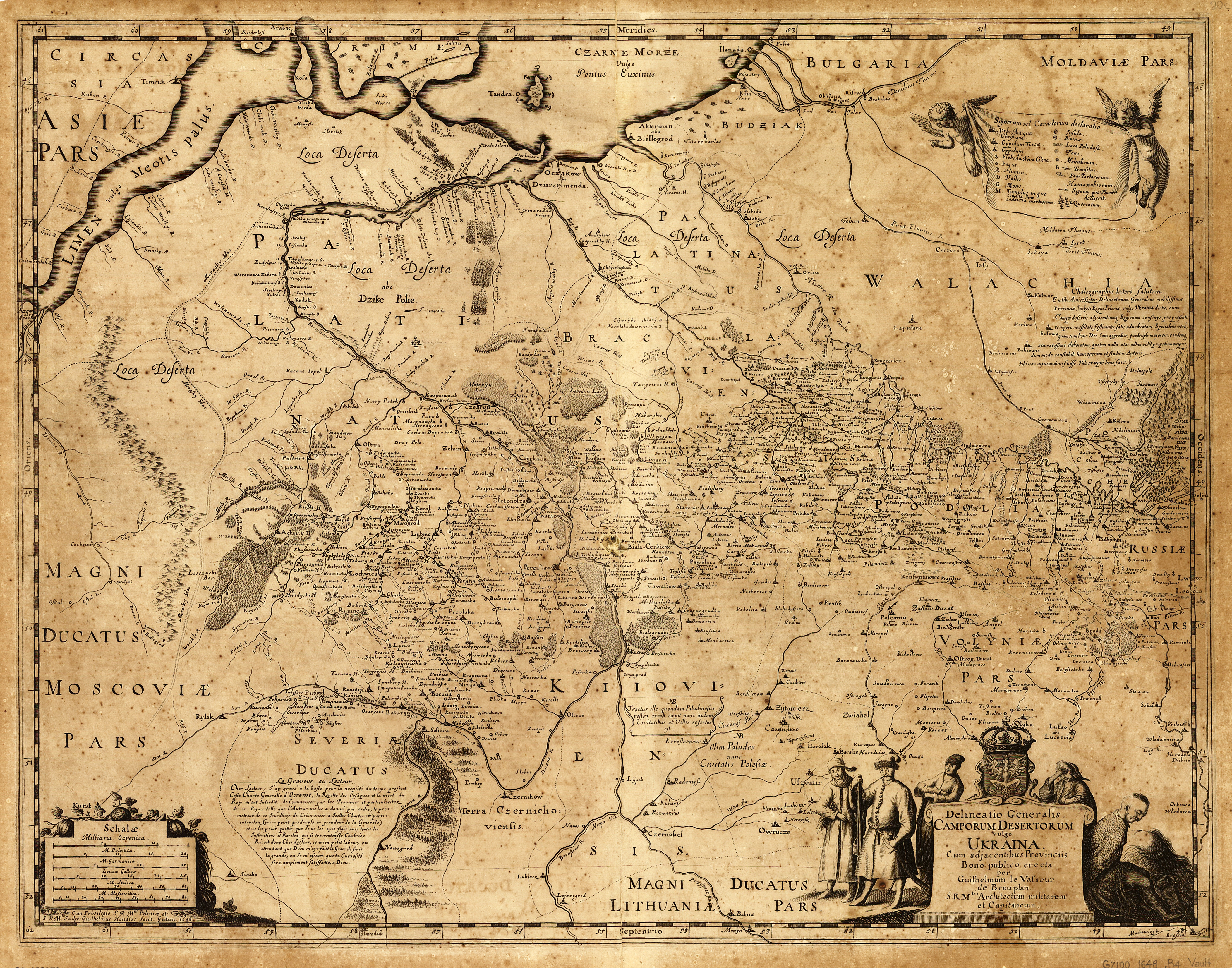
Карта (план) «Общий набросок пустынных равнин, в просторечии Украина», с прилегающими провинциями («Delineatio Generalis Camporum Desertorum vulgo Ukraina, Cum adjacentibus Provinciis»), 1648 год, внимание, на данной карте юг вверху, а север внизу)

Один из известнейших картографов XVII века, де Боплан сделал первый вариант рукописного плана (карты) под названием «Украинский географический совет» Tabula Geographica Ukrainska 1639 (44,5×62,5 см, масштаба 1:1500000) вошла в рукописный атлас Ф. Гетканта и на ней отображено 275 названий населённых пунктов, 80 названий рек, 4 острова, 13 порогов, 4 леса (например Чёрный), два названия морей, название путей (шляхов). Сегодня хранится в Военном архиве в Стокгольме.
Первое издание Генеральной карты Украины лат. Delineatio Generalis Camporum Desertorum vulgo Ukraina. — Общий план безлюдных земель, обычно называемых Украиной, южная ориентация (юг сверху), 42×54,5 см, масштаб 1:1800000) было выполнено известным голландским гравёром Вильгельмом Гондиусом и напечатано в Данциге в 1648 году.

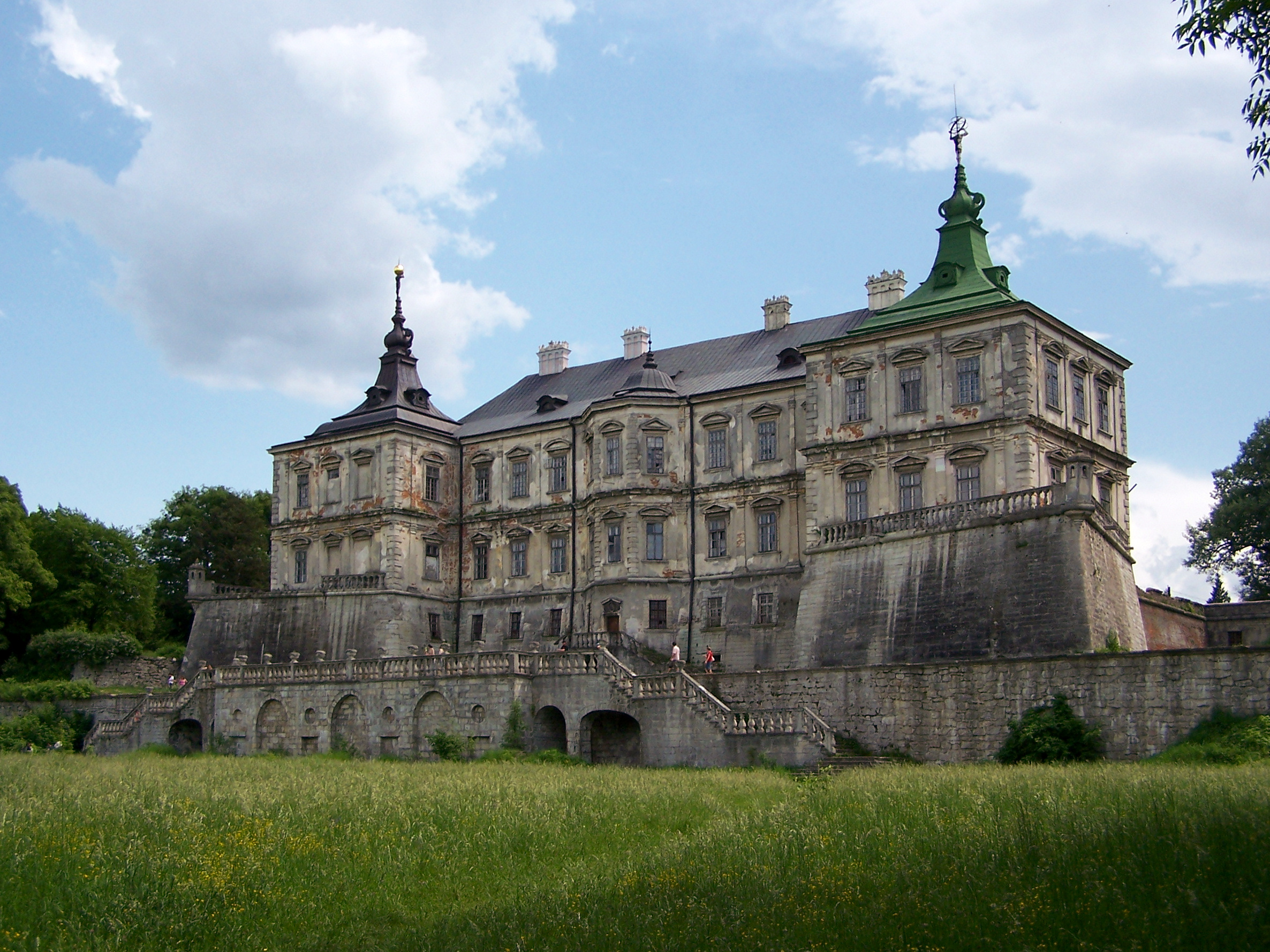
Замок в Подгорцах. Его укреплением занимался Боплан

На карте отображены 1293 объекта, в том числе 993 названия населённых пунктов и 153 названий рек.
В течение XVII века и в первой половине XVIII века карты Боплана использовались в европейской картографии для отображения украинских земель.
Известно несколько вариантов генеральной карты. Так, издание 1660 года Carte d’Ukranie Contenant plusiers Prouinces comprises entre les Confins de Moscouie et les Limites de Transiluanie, гравированное Ж. Тутеном в Руане как дополнение ко второму изданию «Описания Украины» дополнена изображением Крымского полуострова.

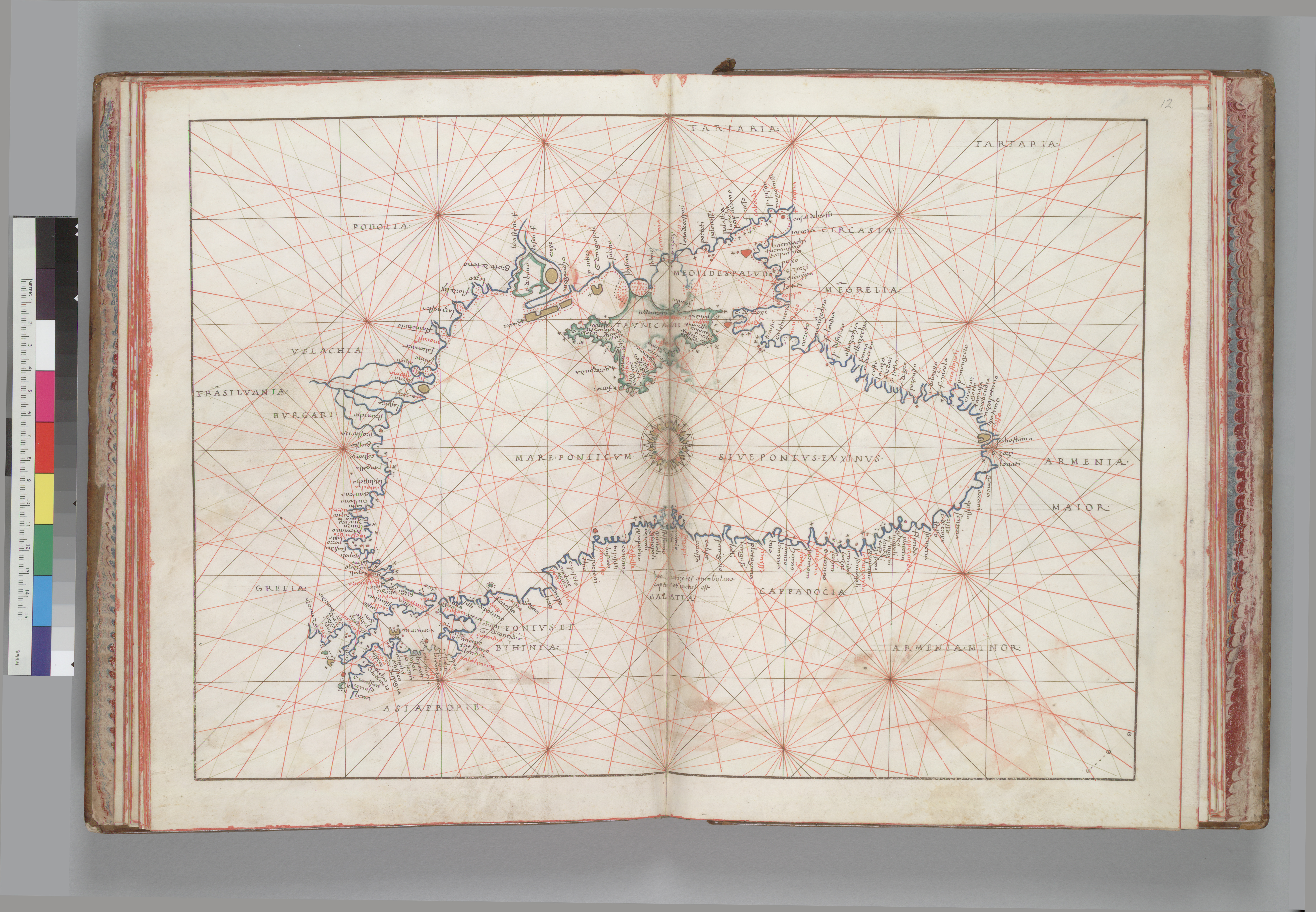
Портолан Баттисты Аньезе, ок. 1550

Один из главных картографических трудов Боплана — Delineatio specialis et accurata Ukrainae. Cum suis Palatinatibus ac Distictibq, Provincycq adiacentibus (Специальный и подробный план Украины вместе с находящимися в ней воеводствами, округами и провинциями), состоит из 8 листов размером 41,5×45 см каждый, общий размер 83х216 см, масштаб 1:450 000. Это специальная карта Украины, выгравированная и напечатанная в 1650 в Данциге В. Гондиусом. Известно несколько экземпляров, которые отличаются друг от друга рядом изменений и дополнений.
Карты Днепра Tractus Borysthenis впервые были опубликованы в 1662 году анонимно в Амстердаме на трёх листах во 2-м томе латинского издания атласа голландского картографа Яна Блау «Atlas Maior». Каждый лист делится на две части; на шести частях изображено течение Днепра от Киева до Чёрного моря. Первые два листа имели масштаб 1:232 000, третий — 1:463 000. Эти карты много раз переиздавались в дальнейших изданиях атласа Я. Блау и атласах Я. Янсона и его последователей.
Существуют ещё менее известные картографические работы де Боплана. Например, небольшая карта Польши с территориальным охватом от Одера до горла Дона и от Ладоги до Крыма, обнаружена в 1933 году К. Бучеком в краковской библиотеке Чарторыйских.

## Персонаж
Боплан послужил прототипом Джонатана Грина в фильме «Вий» (2014).

## «Описание Украины»

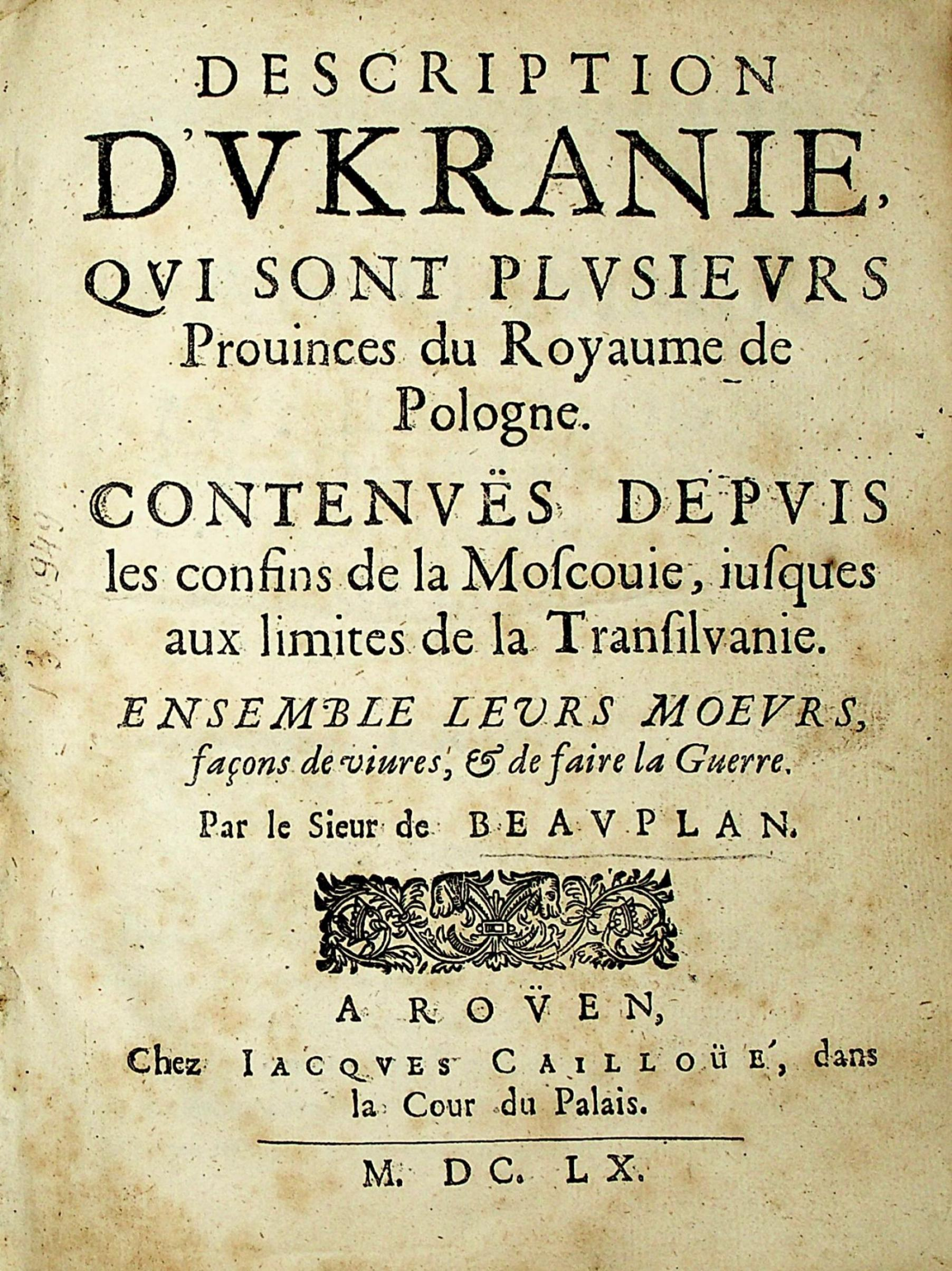
Титульная страница 2-го издания «Описание Украины, нескольких провинций Королевства Польши. Простирается от пределов Московии, вплоть до границ Трансильвании». Руан 1660

В европейских странах широко стало известно «Описание Украины»:
- 1-е издание: «Описание стран Королевства Польши, простирающихся от пределов Московии, вплоть до границ Трансильвании» («Description des contrées du Royaume de Pologne, contenues depuis les confins de la Moscowie, iusques aux limites de la Transilvanie. Par le Sieur de Beauplan», 1651);
- 2-е дополненное издание: «Описание Украины, которая является некоторыми провинциями Королевства Польши. Простирается от пределов Московии, вплоть до границ Трансильвании» («Description d’Ukranie, qui sont plusieurs provinces du Royaume de Pologne. Contenues depuis les confins de la Moscovie, iusques aux limites de la Transilvanie», Руан, 1660), где автор даёт сведения о географии и экономике, рисует быт местного крестьянства, подробно описывает днепровские пороги и др.

«Описание», которое впервые открыло Украину для западного читателя, вызвало большую заинтересованность в Европе: книга была переведена на английский (1704), немецкий (1780), польский (1822) и русский (1832 год, переводчик Ф. Г. Устрялов) языки. Первый украинский перевод Я. Кравца появился в 1981 году.
Работа Боплана была одним из источников для известного исторического труда Питр-Шевалье «История войн казаков против Польши» («Histoire de la guerre des Cosaques contre la Pologne»; 1859).

## Избранная библиография
- Гийом Левассёр де Боплан. Описание Украины (пер. В. Г. Ляскоронского по русскому изданию 1901 г.)
- Guillaume Le Vasseur de Beauplan. Description d’Ukranie. Rouen, 1660. (фр.)
- Специальна карта Украины Боплана
- Карта Боплана в самом хорошем разрешении
- Генеральная карта Украини Боплана (>4М) (TIFF-вариант >110М)
- Боплан. Описаніе Украйны, или Областей Королевства Польского, лежащихъ между предѣлами Московіи и Трансильваніи, съ присовокупленіемъ извѣстий о нравахъ, обычаяхъ и военномъ искусствѣ Украинцевъ. — Переводъ съ французскаго. Санктпетербургъ. Въ Типографіи Карла Крайя. 1832. — Мировая цифровая библиотека.